# Morgan City (Missisipi)
Morgan City – miasto w Stanach Zjednoczonych, w stanie Missisipi, w hrabstwie Leflore.